# Campionato europeo femminile di pallacanestro Under-18 Division C 2003
Il Campionato europeo femminile di pallacanestro Under-18 2003 di Division C (noto anche come FIBA U18 Women's European Championship Division C 2003) si è svolto in Islanda.

## Squadre partecipanti
- Andorra
- Gibilterra
- Islanda
- Malta
- Scozia

## Girone Unico
| Pos | Squadra    | G | V | P | PF  | PS  | DP   | Pt |
| --- | ---------- | - | - | - | --- | --- | ---- | -- |
| 1   | Islanda    | 4 | 4 | 0 | 340 | 161 | +179 | 8  |
| 2   | Scozia     | 4 | 3 | 1 | 270 | 207 | +63  | 7  |
| 3   | Andorra    | 4 | 2 | 2 | 245 | 199 | +46  | 6  |
| 4   | Malta      | 4 | 1 | 3 | 195 | 253 | −58  | 5  |
| 5   | Gibilterra | 4 | 0 | 4 | 110 | 340 | −230 | 4  |

| 5 agosto 2003 | Scozia | 63 – 56 | Andorra |  |

| 5 agosto 2003 | Islanda | 97 – 15 | Gibilterra |  |

| 6 agosto 2003 | Malta | 71 – 32 | Gibilterra |  |

| 6 agosto 2003 | Islanda | 70 – 52 | Andorra |  |

| 7 agosto 2003 | Scozia | 74 – 46 | Malta |  |

| 7 agosto 2003 | Andorra | 89 – 32 | Gibilterra |  |

| 8 agosto 2003 | Scozia | 83 – 31 | Gibilterra |  |

| 8 agosto 2003 | Islanda | 99 – 44 | Malta |  |

| 9 agosto 2003 | Scozia | 50 – 74 | Islanda |  |

| 9 agosto 2003 | Malta | 34 – 48 | Andorra |  |

## Classifica finale
| Pos     | Team       |
| ------- | ---------- |
| Oro     | Islanda    |
| Argento | Scozia     |
| Bronzo  | Andorra    |
| 4       | Malta      |
| 5       | Gibilterra |